# Hermannia johanssenii
Hermannia johanssenii är en malvaväxtart som beskrevs av Nicholas Edward Brown. Hermannia johanssenii ingår i släktet Hermannia och familjen malvaväxter. Inga underarter finns listade i Catalogue of Life.